# RS-706
Pour les articles homonymes, voir Route 706.
La RS-706 est une route locale du Sud-Est de l'État du Rio Grande do Sul desservant les municipalités de Cerrito, Pedro Osório et Arroio Grande. Elle relie la BR-293, à partir du district d'Alto Alegre de Cerrito, à la BR-116. Elle est longue de 29 km.